# Víctor Torres Falcón
Víctor Manuel Torres Falcón (1959) es un general de la Policía Nacional del Perú en retiro y político peruano. Fue ministro del Interior en el gobierno de Dina Boluarte desde el 21 de noviembre de 2023 hasta el 1 de abril de 2024.

## Trayectoria
Fue Jefe de la Región Policial de Ica y del Frente Policial del Valle de los ríos Apurímac, Ene y Mantaro (Vraem).
Asimismo fue Director de Educación y Doctrina de la Policía, Director de Gestión Institucional de la PNP y Jefe de Estado Mayor.

### Ministro de Estado
El 21 de noviembre de 2023, fue nombrado y posesionado por la presidenta Dina Boluarte, como ministro del Interior del Perú.
Durante su gestión, la Fiscalía de la Nación inició una investigación preliminar en su contra por la comisión del supuesto delito de abuso de autoridad en la aparentemente irregular salida del comandante general de la Policía Nacional del Perú, Jorge Luis Angulo Tejada, en marzo de 2024. Este hecho habría motivado la renuncia de Torres al cargo de ministro, siendo luego reemplazado por Walter Ortiz Acosta el 1 de abril del mismo año.